# Pfarrkirche Gresten

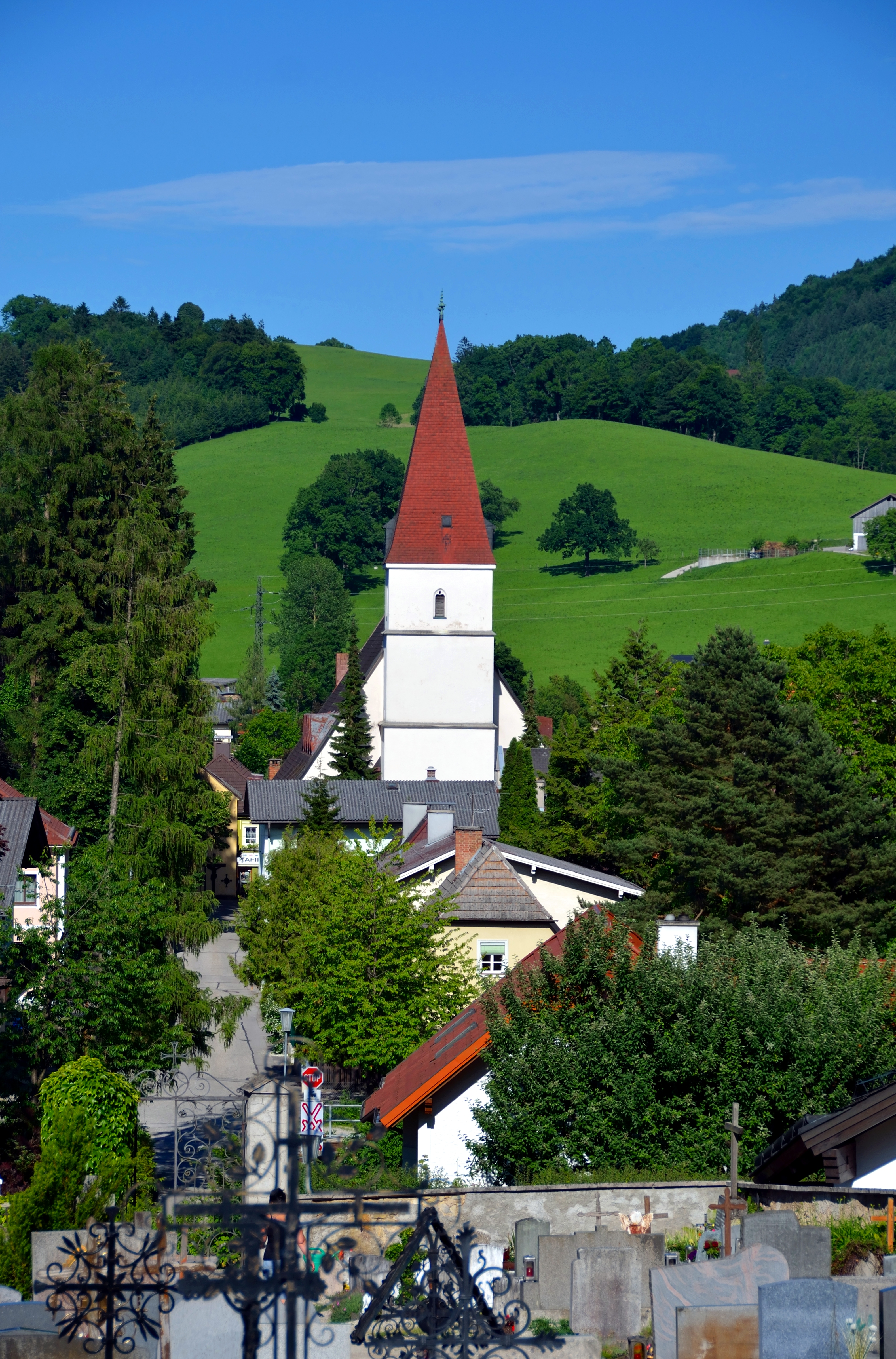
Katholische Pfarrkirche hl. Nikolaus in Gresten

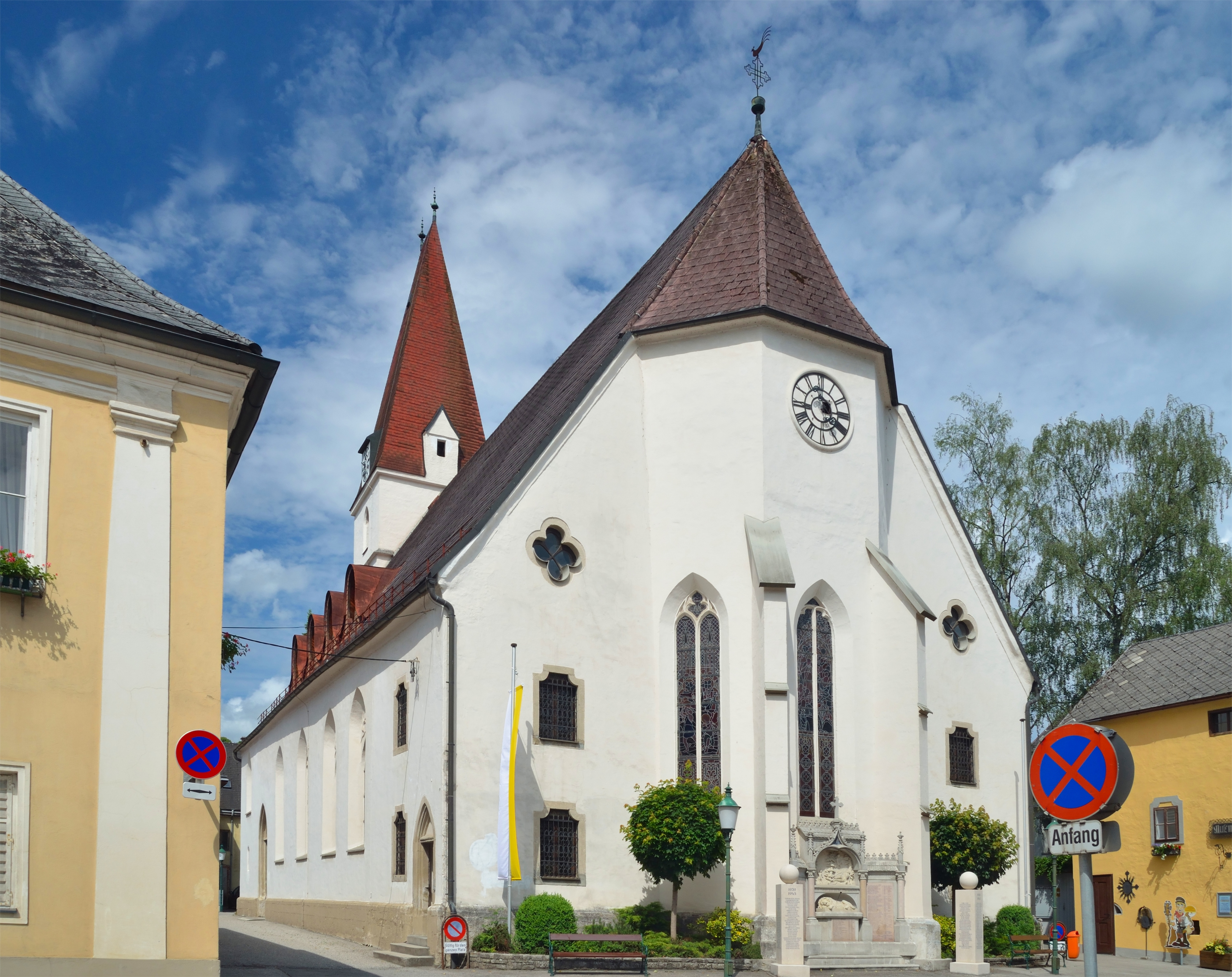
Blick zum Chor

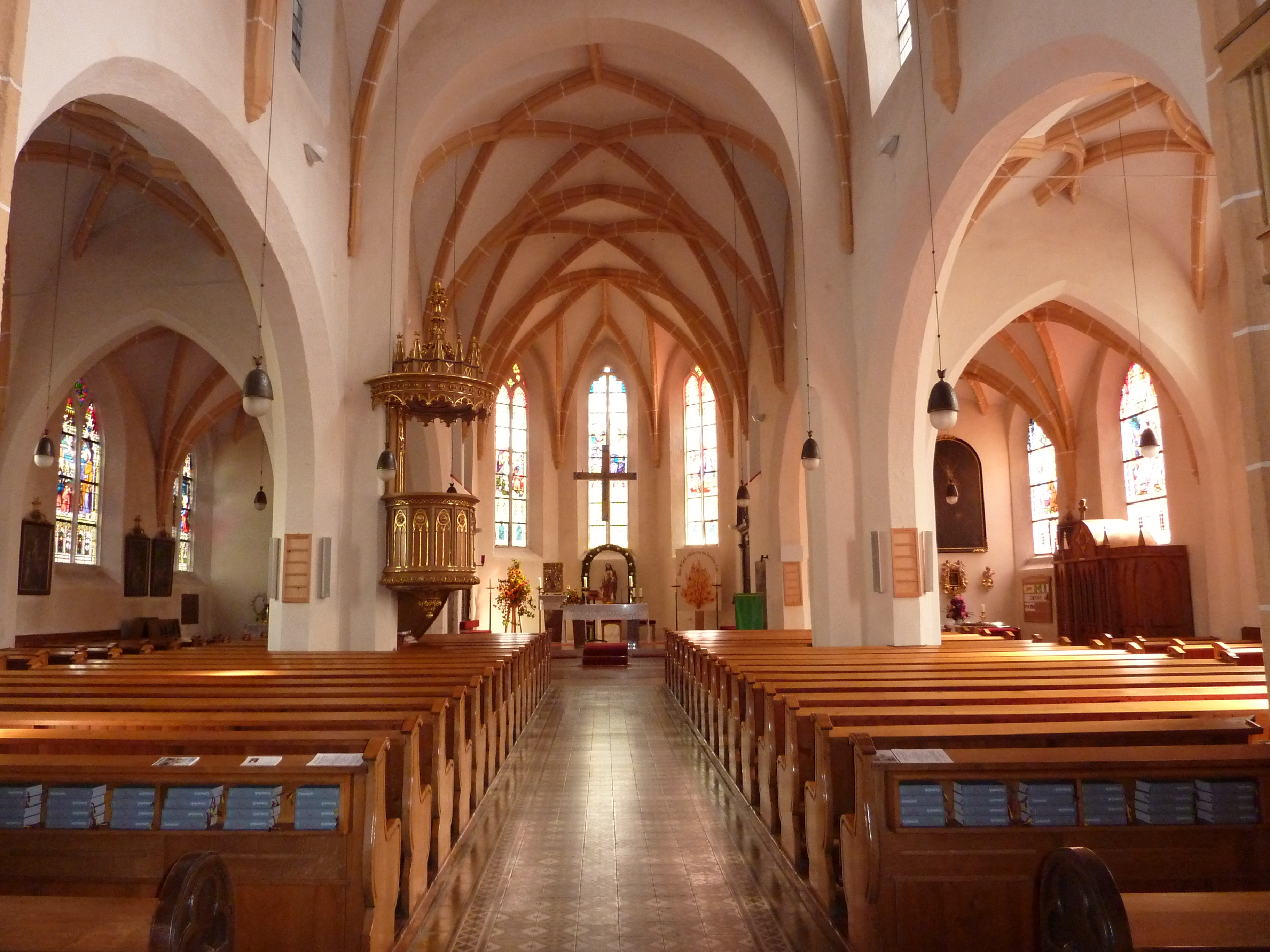
Langhaus, Mittelschiff, Blick zum Chor

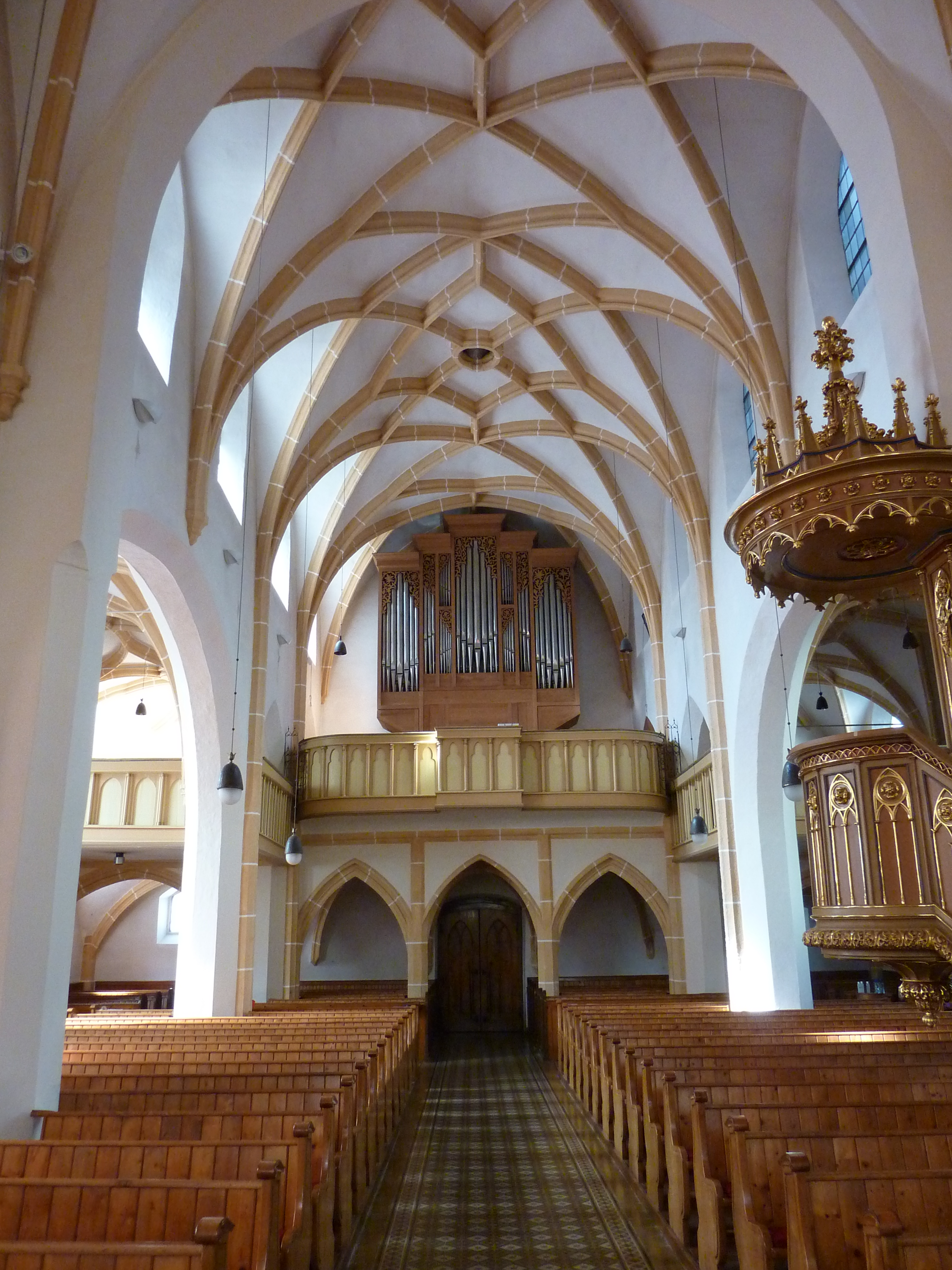
Langhaus, Mittelschiff, Blick zur Empore

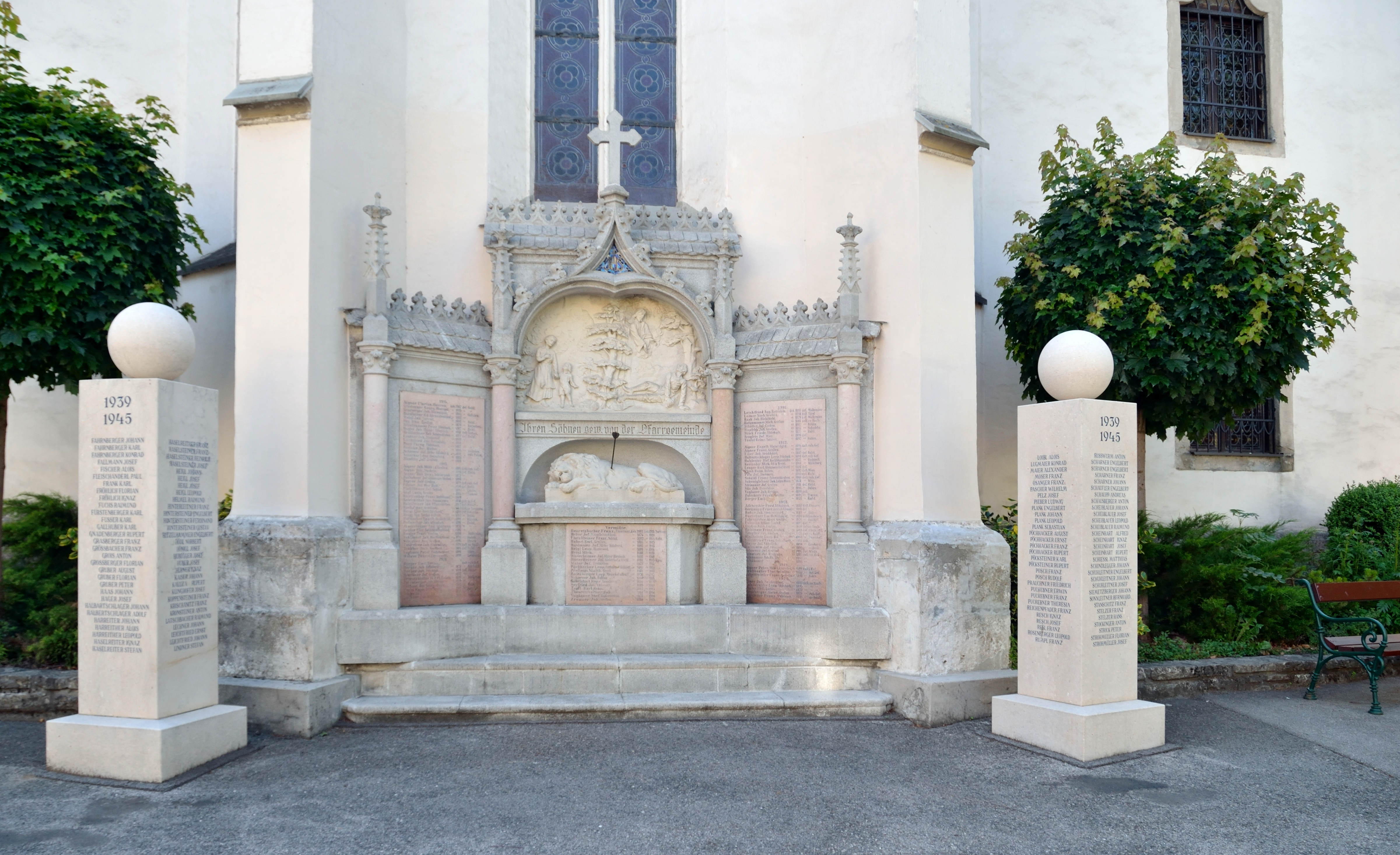
Kriegerdenkmal am Chorscheitel

Die römisch-katholische Pfarrkirche Gresten steht im nördlichen Bereich des Unteren Marktes der Marktgemeinde Gresten im Bezirk Scheibbs in Niederösterreich. Die dem Patrozinium des Heiligen Nikolaus von Myra unterstellte Pfarrkirche gehört zum Dekanat Scheibbs in der Diözese St. Pölten. Die Kirche steht unter Denkmalschutz (Listeneintrag).

## Geschichte
Um 1200 war die Kirche eine Vikariatskirche der Pfarrkirche Steinakirchen am Forst der Herrschaft Hausegg. Urkundlich 1219 eine Pfarre. Durch die protestantische Familie Zinzendorfer wurde sie um 1600 selbständige herrschaftliche Patronatspfarre von Niederhausegg, später Stiebar; das Patronat ist 1984 erloschen.
Ein romanisches Chorquadrat wurde ergraben. Die Kirche wurde von 1797 bis 1801 unter dem Pfarrer Achaz von Stiebar bemerkenswert früh regotisiert. Danach gab es Anbauten. Im Jahr 1895 erfolgte ein Umbau. Die Kirche wurde 1974 innen und 1981 außen restauriert.

## Architektur
Die spätgotische Kirche mit einem Staffelchor als mächtiger geschlossener Block unter einem Satteldach hat einen vorgestellten Westturm. Das Langhaus mit je vier Spitzbogenfenstern und Ovalgauben aus der Zeit um 1800 hat spätgotische spitzbogige verstäbte Seitenportale, nördlich mit einem original beschlagenen Türblatt und südlich mit einem Vierpasstympanon und der Jahresangabe 1482 am Türstock. Der Staffelchor hat einen Hauptchor mit einem Dreiseitschluss mit Strebepfeilern und zweibahnigen Fischblasen-Maßwerkfenstern und an den Längsfronten je zwei rundbogig verkleinerte Fenster unter teils freigelegtem spätgotischem Maßwerk. Die Seitenchöre sind östlich mit rechteckigen zweigeschoßigen Anbauten von 1797 bis 1801 verlängert, ebendort gibt es im Norden und Süden Spitzbogenportale. Die dreizonigen Ostfronten der Seitenchöre haben mit Schmiedeeisen vergitterte Schulterfenster und Vierpassluken. Der massive Westturm wurde laut Glocke 1489 vollendet, der Turm verjüngt sich über zwei Gesimsstufen mit Luken und ehemals zweibahnigen Maßwerkschallfenstern, der Turm trägt ein Keildach mit Lukarnen. In den Turmwinkeln stehen viertelrunde Aufgangstürmchen mit Kielbogenluken um 1800.
Trotz des weit hinter gezogenen Satteldachs ist die Kirche innen eine Basikila, denn sie hat befensterte Hochschiffswände. Seit einem Umbau um 1797/1801 erhalten die Obergaden ihr Licht aus Gauben. Bei dem Umbau wurde das östliche Pfeilerpaar durch eine weit gespannte Korbbogenarkade ersetzt. Das Netzrippengewölbe mit sieben verschiedenen Rippenkonfigurationen ruht jochverschleifend auf Oktogonalpfeilern mit einlaufenden Scheidbögen um 1480/1489. Im breiteren Mittelschiff zeigt sich zentrierendes Rippennetz auf gekehlten Diensten und in den Seitenschiffen ungleiche Schleifen- bzw. Konkavrauten auf Konsolen. Die spätgotische kreuzrippenunterwölbte Westempore ist zum Mittelschiff in drei Spitzbogenarkaden auf schlanken Oktogonalpfeilern geöffnet, die Empore hat eine vorgestaffelte neugotische Brüstung um 1800 und ist zusammen mit der Kanzel ein bemerkenswerter Rest einer frühen neugotischen Ausstattung. Die Empore ist in den Seitenschiffen sternrippenunterwölbt und hat eine vereinfachte Brüstung. Eine neugotische Flügeltür von 1895 führt zur kreuzrippengewölbten Turmhalle mit einem spätgotischen abgefasten Schulterportal.
Der spätgotische gering eingeschnürte Triumphbogen ist in den Seitenschiffen abgefast. Der etwas niedrigere Staffelchor ist im Hauptchor zweijochig mit einem Fünfachtelschluss, die Seitenchöre haben einen geraden Schluss, das ehemalige Freipfeilerpaar wurde 1797/1801 durch eine Rundbogenarkade ersetzt. Der Hauptchor hat ein Netzrippengewölbe und die Seitenchöre haben Knickrippensterne auf Konsolen aus dem dritten Viertel des 15. Jahrhunderts. Der Hauptchor hat seitlich spätgotische abgefaste Schulterportale zur ehemaligen Taufkapelle bzw. Sakristei, darüber befinden sich im korbbogigen Arkadenpaar von 1797/1801 geöffnete Oratorien für die ehemalige Herrschaft bzw. deren Beamte.

## Ausstattung
Die Glasmalerei der sieben neugotischen Fenster im Chor schuf das Atelier für Glasmalerei Carl Geyling’s Erben 1903 mit Darstellungen des hl. Nikolaus zwischen den Namenspatronen Eduard und Mauritius, in den Seitenchören die Heilige Familie bei der Arbeit, Verkündigung, Vision des hl. Antonius von Padua, Bekehrung Pauli.

## Einrichtung
Die Gesamtgestaltung des Chores entwarf Hans Petermair 1966. Es gibt einen Volksaltar und darüber ein Hängekruzifix Christkönig. Den freistehenden Tabernakel schuf Viktor Hammer. Der Seitenaltar von 1966 und darüber die Statue Madonna um 1640 wurden 1966 aus Gmunden hierher übertragen.
Die Kanzel mit einem Rundkorb mit Blendmaßwerk und einem Schalldeckel mit Fialen schuf der Tischler Franz Weinhauer um 1800.
Der spätgotische Taufstein wurde wohl 1966 überarbeitet. Eine Taufschüssel als Treibarbeit mit einem Relief Verkündigung und einer Widmungsinschrift 1591 ist in Verwahrung.
Die Orgel baute Herbert Gollini 1978. Zwei Glocken nennen Meister Joachim und Meister Wolfgang in Salzburg 1489. Eine Glocke entstand 1523. 

## Grabdenkmäler
Außen
- Im südlichen Turmwinkel: Wappengrabplatten zu Christof und Elspet von Czinczendorf 1446 mit einem Allianzwappen Zinzendorf/Rohr, wohl aus dem 15. Jahrhundert.
- Am Chorscheitel: Kriegerdenkmal retabelartig in neugotischen Formen mit einem szenischen Relief der Kunstanstalt Ploberger und Mayr 1921.

Innen
- Im Chor: Polychromiertes Grabmal mit ganzfigürlicher Darstellung in einer Rüstung zu Johannes Friedrich von Zinzendorf 1591, das Grabmal ist bemerkenswert reich gestaltet mit pilastergestütztem Gebälk und einer Inschrift-Lünette sowie eingelegter Wappenreliefs zu je vier Ahnen-Wappen des Verstorbenen und seiner beiden Frauen Susanna und Regina von Polheim/Volkra. Wappengrabstein mit Allianzwappen, pilastergerahmt mit Gebälk und Lünettenaufsatz zu Alexander von Zinzendorff 1577. Grabtafel zu Thomas Schmidtlechner 1745.
- Im Langhaus: Priestergrabstein zu Christian Müller 1771.